# Мисс США 1967
Мисс США 1967 (англ. Miss USA 1967) — 16-й конкурс красоты Мисс США прошедший 20 мая 1967 года, в Майами, Флорида. Победительницей конкурса стала Сильвия Хичкок из штата Алабама.

## Результаты
| Итоговое место | Участница |
| -------------- | --- |
| Мисс США 1967  | - Алабама — Сильвия Хичкок |
| 1-я Вице Мисс  | - Калифорния — Сьюзан Брэдли |
| 2-я Вице Мисс  | - Флорида — Черил Паттон |
| 3-я Вице Мисс  | - Висконсин — Джоди Бонэм |
| 4-я Вице Мисс  | - Миссури — Карен Хендрикс |
| Полуфиналистки | - Аризона — Джудианна Магнуссон - Вашингтон (округ Колумбия) — Майра Чуди - Иллинойс — Беверли Лачек - Мэриленд — Сэнди Клеверинг - Невада — Жаклин Мур - Орегон — Морен Бассетт - Пенсильвания — Барбара Энн Воронко - Теннесси — Нэнси Брэкхан - Техас — Бонни Робинсон - Виргиния — Элизабет Каллмайер |

## Штаты-участницы
| - Алабама – Сильвия Хичкок - Аляска – Мэри Лу Хелфрич - Аризона – Джудианна Магнуссон - Арканзас – Кэти Вурст - Калифорния – Сьюзан Брэдли - Колорадо – Ким Келли - Коннектикут – Линда Дрю - Делавэр – Дайан Джудефинд - Вашингтон (округ Колумбия) – Майра Чуди - Флорида – Черил Паттон - Джорджия – Джейн Линебергер - Гавайи – Нэнси Виктория Бэнкс - Айдахо – Шарлин МакАртур - Иллинойс – Беверли Лачек - Индиана – Памела Талмадж - Айова – Кэтлин Солт - Канзас – Регина Вулф - Кентукки – Дебби Диббл - Луизиана – Дайан Мадер - Мэн – Дениз Хилл - Мэриленд – Сэнди Клеверинг - Массачусетс – Памела Проктер - Мичиган – Соня Дансон - Миннесота – Бетти Энн Брюэр - Миссисипи – Лесси Кук - Миссури – Карен Хендрикс | - Монтана – Стиви Лахти - Небраска – Мэри Хот - Невада – Жаклин Мур - Нью-Гэмпшир – Дженнифер Браун - Нью-Джерси – Жан Галата - Нью-Мексико – Клайдия Ньюэлл - Нью-Йорк – Венди Кокс - Северная Каролина – Патти Джин Эффрон - Северная Дакота – Жаклин Линдер - Огайо – Сандра Курдас - Оклахома – Бекки Берри - Орегон – Морин Бассетт - Пенсильвания – Барбара Энн Воронко - Род-Айленд – Нэнси Джулиано - Южная Каролина – Хоуп Паттерсон - Южная Дакота – Патрисия Маршалл - Теннесси – Нэнси Брэкхан - Техас – Бонни Робинсон - Юта – Мэрилин Кристиансен - Вермонт – Сьюзан Парсонс - Виргиния – Элизабет Каллмайер - Вашингтон – Джули Келлмайер - Западная Виргиния – Памела Янг - Висконсин – Джоди Бонэм - Вайоминг – Хелен Баркер |